# Alfoz de Palenzuela

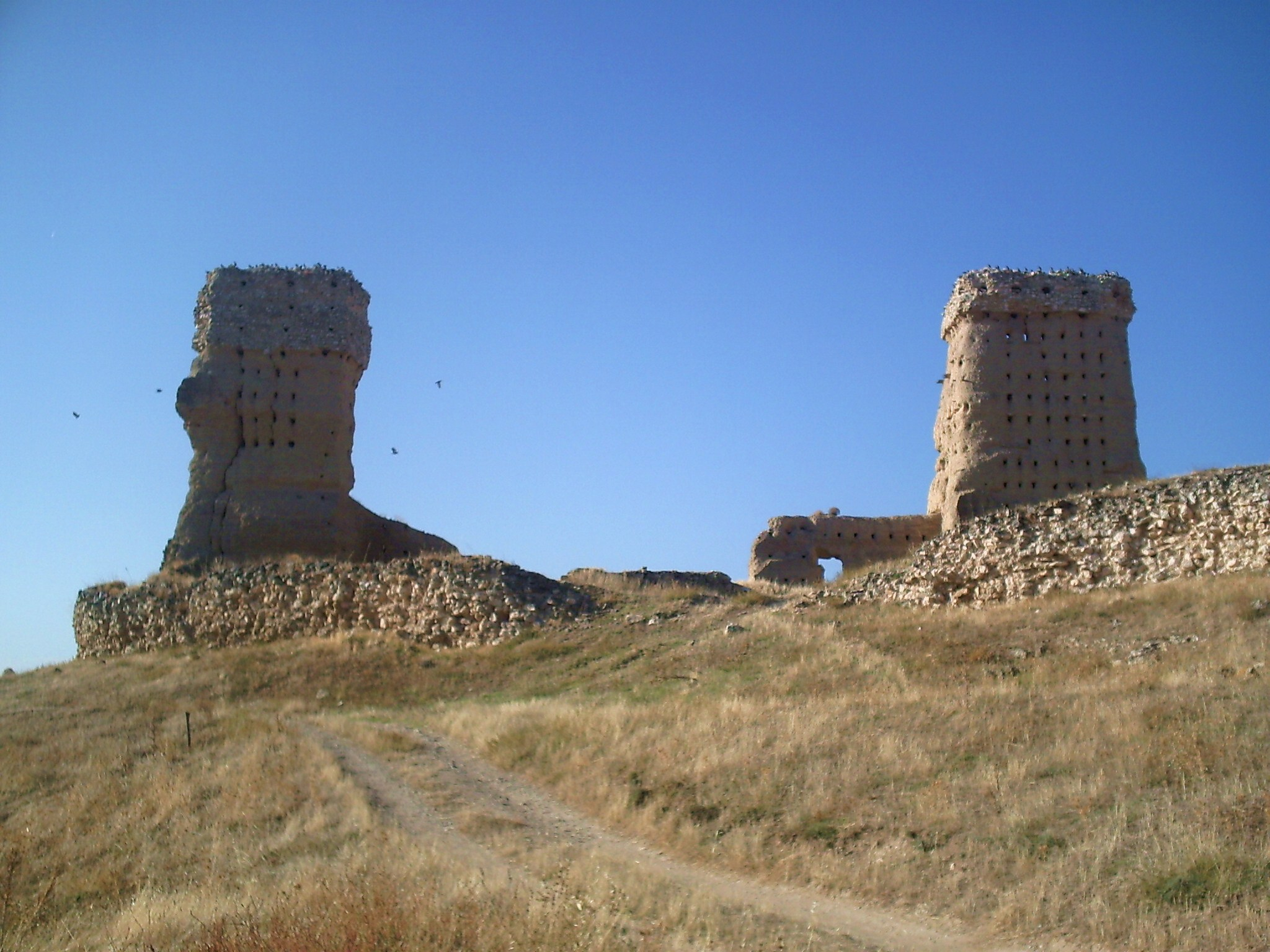
Castillo de Palenzuela, restos

El Alfoz de Palenzuela fue una división territorial histórica en la provincia de Palencia, situada en la comarca del Cerrato palentino, pertenece a la comunidad autónoma de Castilla y León, España.

## Límites geográficos
Tenía una extensión de unos 15 km en la zona más ancha y unos 30 km en la zona de norte a sur. Limitaba por el norte con el Alfoz de Castrojeriz, el de Bembibre (que no corresponde con el del municipio leonés) y el de Muñó; por el este con el alfoz de Escuderos; por el oeste con el de Astudillo y al sur con los alfoces de Baltanás y Clunia.

## Contexto histórico

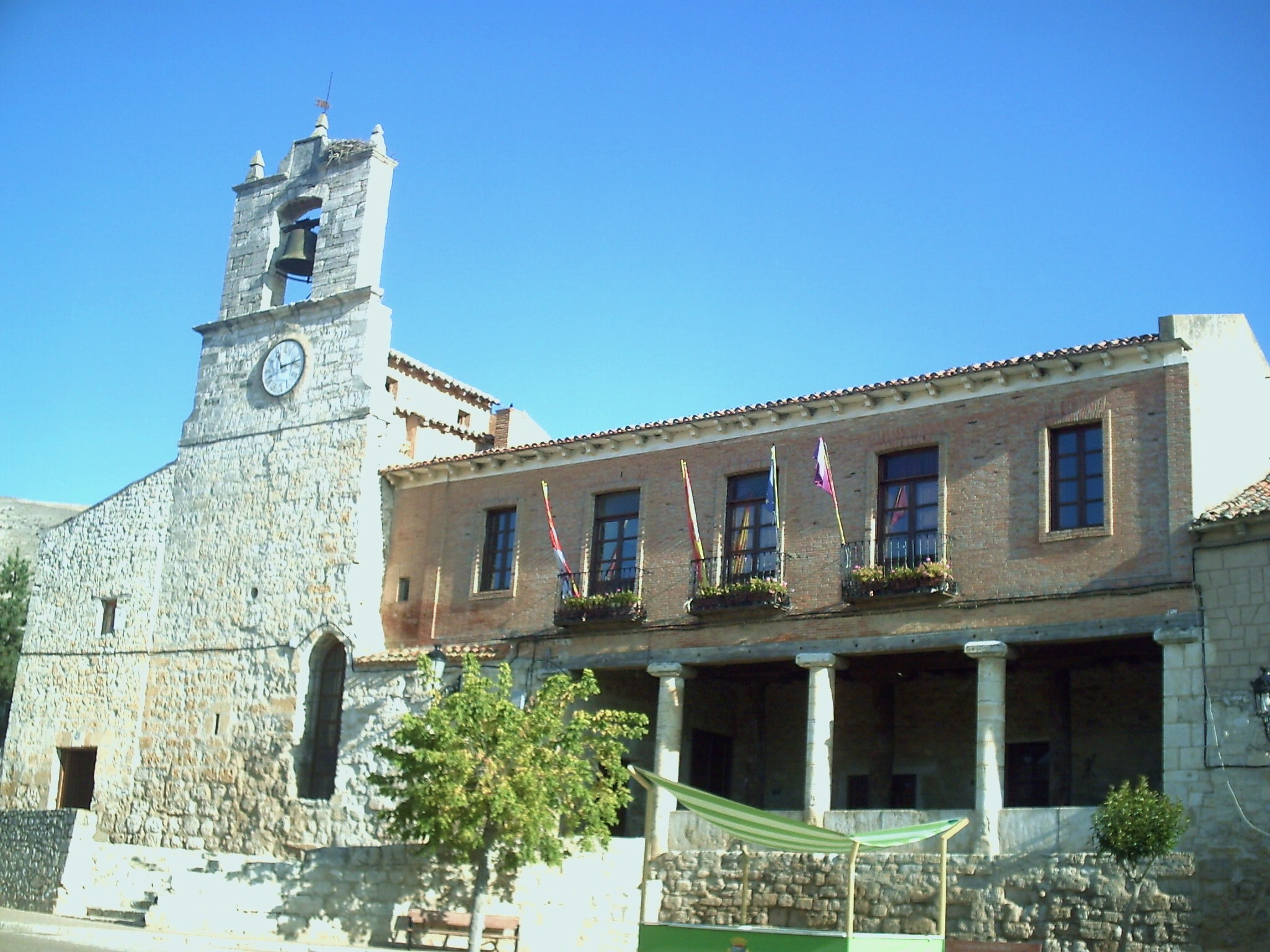
Casa consistorial de Palenzuela

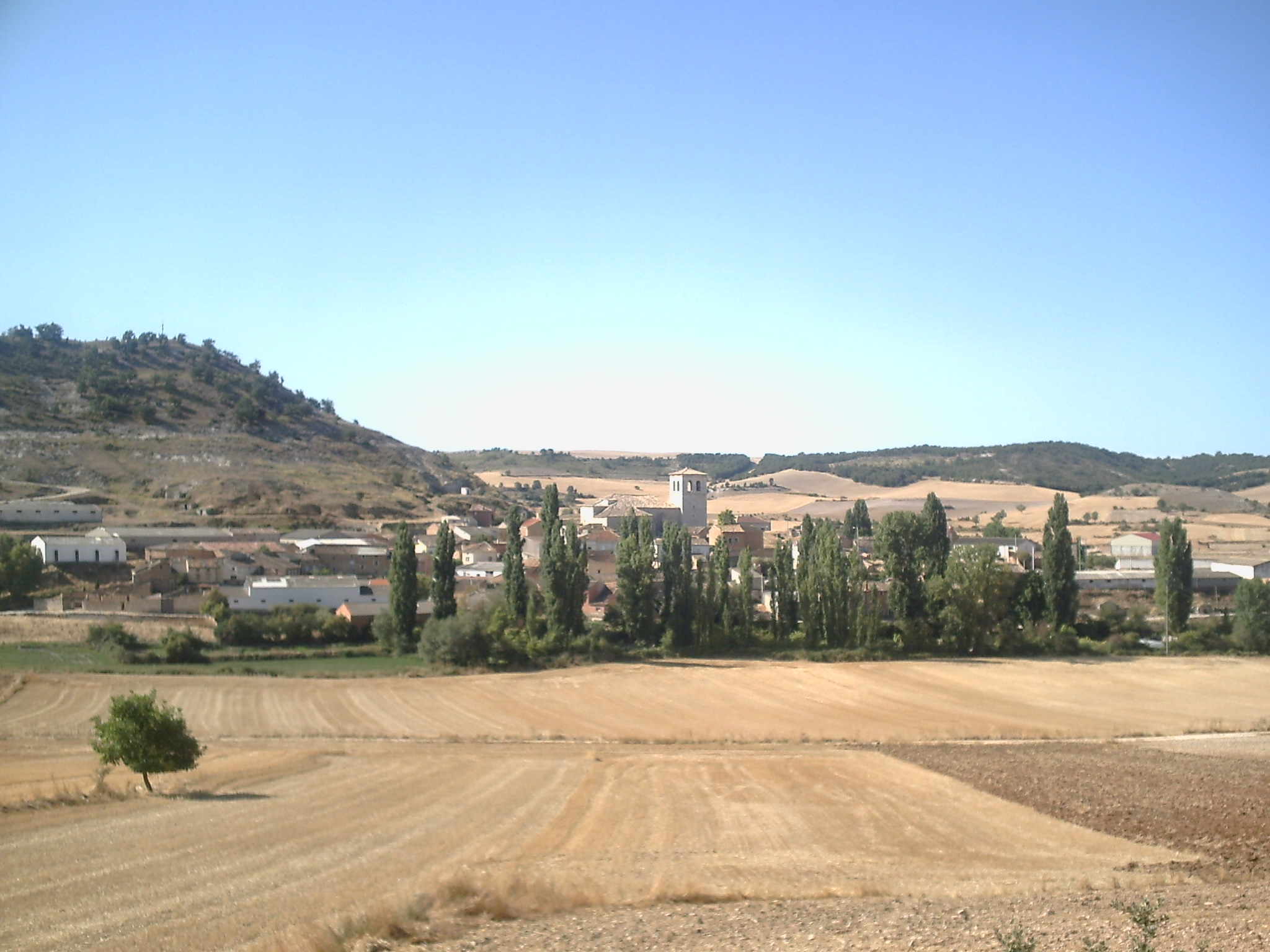
Valdecañas de Cerrato, parte del Alfoz de Palenzuela

Aparece documentado en la segunda mitad del siglo XI, el 2 de agosto de 1052, con el nombre de Palencia: «et in alfoz de Palencia», denominación que se reitera en los decenios siguientes en el Becerro de Cardeña, 10 de enero de 1061:

Flaginbistia... Quintana... Arniellas...Piskera de Suso... ista omnia in alfoce de Palentia que est fundata super ripa fluminis Aslanza, 2-I-1069: in Arcillosa... in alfoze de Palentia.

Casi por las mismas fechas, el 18 de marzo de 1068, al restaurarse la antigua sede de Oca, se lleva sus límites hasta incluir también el alfoz de Palenzuela dentro de su territorio y se le asignan algunos bienes sitos en el mismo alfoz: 

Et in alboz de Palentia monasterium S. Andree de Vallegeras et in valle Ornelio monasterium S. Petri cum suis adiacentiis.

En el fuero de Palenzuela otorgado por Alfonso VI y dotado por su hermano el Conde Sancho II de Castilla y León, se enumeran dos series de lugares; una primera como aldeas de la villa y la segunda, mucho más amplia, hace referencia al alfoz y enumera diversos lugares que forman parte del mismo.
Entre ambos elencos ya se mencionan dentro del alfoz siete aldeas actuales, además de la cabeza del alfoz, Palenzuela, la Pallantia prerromana, repoblada como «Palencia» y citada ya en la campaña de Abderramán III del año 934: Tabanera de Cerrato, 1072-1109, «Tavanera», lugar de tábanos. Villahán, citado como «Villafan» o villa de Fan, nombre de persona. Valles de Palenzuela, citado en el fuero como «Valles». Quintana del Puente, en 10-I-1061: «alia divisa de Quintana». Herrera de Valdecañas, «Ferrera», relativo al hierro. Peral de Arlanza, citado el 1-I-1061 como «Perale» y Valdecañas de Cerrato, 16-VII-1064, en la carta de arras del Cid.
En estas relaciones sólo figuran los que eran realengos cuando Alfonso VI redactó el fuero, esto es, aquellas villas que servían al rey con Palenzuela: «cum Palenciola serviunt regi in uno»; por eso había que añadir las aldeas bajo señorío secular o abadengo.
En 1068, es caso del valle de Vallejera, se señalaba como el monasterio de San Andrés de Vallejera, pertenecía al alfoz de Palencia y la tenemos confirmada en 1079, en la donación a San Isidro de Dueñas de la iglesia de Santa María de Vallejera: «Val de Vallelieras en Villa Mediana en el territorio de Palentia Comité».
El fuero de Alfonso VI marca los límites de la villa, no los de su alfoz, más amplio y alcanzaban hasta el curso del río Franco. Esta comarca gozaba de cierta personalidad, reflejada en 2-VIII-1052 y estaba más integrada en el alfoz de Escuderos. 
El 30-3-1145 tiene que intervenir Alfonso VII en una disputa sobre límites entre el alfoz de Baltanás, el alfoz de Palenzuela y «Ruyuela el antigua cum terra Rio Francos». Espinosa de Cerrato sería comprada por la villa de Palenzuela, el 8-IX-1169 fue donada por el rey Alfonso VIII al caballero Pedro Martínez de Ihobas, en reconocimiento a sus servicios militares, este a su vez la cedió en 1170 a la abadía de San Miguel de Treviño. La granja de Villafruela fue en 1206 donada al monasterio de San Pelayo de Cerrato.

## Poblaciones, pagos y despoblados
Existen dudas sobre la pertenencia de Villodrigo al alfoz Palenzuela, pero los límites alcanzaban hasta la iglesia de San Isidro en Valles de Palenzuela y el puente de Villodrigo.
De acuerdo con los datos, el alfoz de Palenzuela se componía de 11 lugares actualmente poblados. A los 7 anteriormente citados, hay que añadir:
- Revilla-Vallejera, 12-XI-1119: citado como «Ribella o Ribilla», altozano o ribera.
- Vallejera, 18-III-1068, «valle yeseras», que ha dado nombre al río Seras.
- Villamedianilla, citada en 1079, «Villa Mediana», por su situación en el valle entre Vallejera y Revilla.

### Despoblados
Se cuentan un total de 41 despoblados pertenecientes al alfoz de Palenzuela:

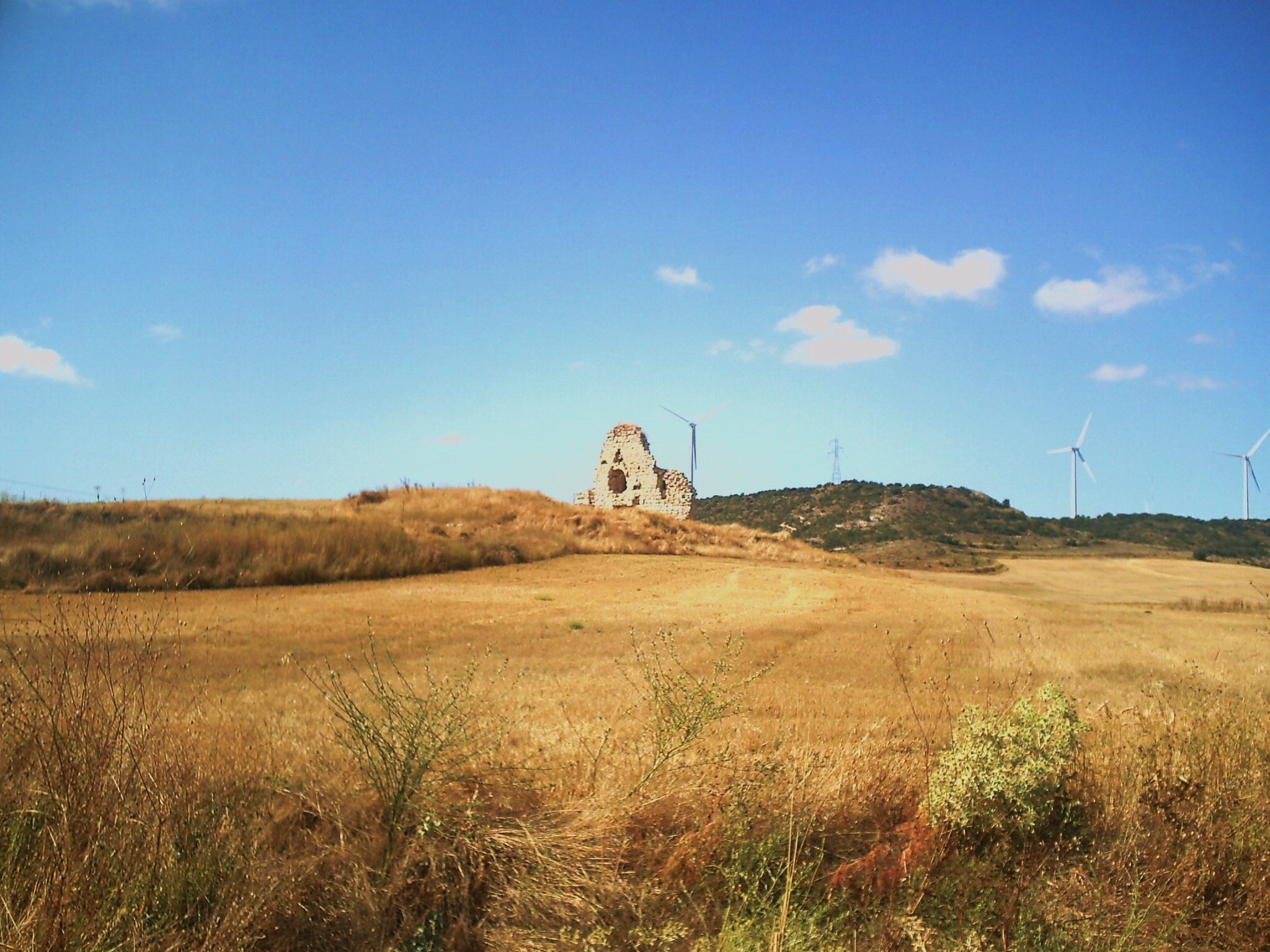
Ruinas del despoblado de Valdecañuelas

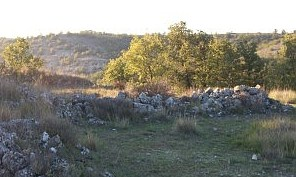
Ruinas de El Castillo, en Valdecañas

- En el término de Valdecañas de Cerrato.

- San Cristobal, en el paraje denominado como "el Castillo", en el que se encuentran restos de edificaciones y de un cementerio, solo es conocido el pago por la tradición oral.

Son citados también, Villaodoth y San Sebastián, citado en 1709.
- En el término de Torquemada.
- Valdecañas de Yuso o de Abajo, con ruinas hoy visibles, citada en 1039 como «et in Val de Cannas; id est, in Bascones», en el pago se recuerdan tres iglesias o ermitas en Valdecañuelas: San Pedro, San Juan y Santa María o la Magdalena:
- Arcillosa, en 1064, citado como «villa Arcellosa», Arenillas, en 1061, Arniellas.
- Carrero, en 1064 citado: «et in villa dictae Karrero...».
- Revenga, citado en 1059 como «Rebenga», lugar húmedo.
- Flagimbistia', de los nombres de persona Laín y Vistia:
- Quintanasendino', citado como «Quintana Sendino...».
- Valdetote, citado en 1060 y 1062 como «Annaya Rodriz de Valle de Tote», Tota es nombre de persona.

- En el término de Palenzuela.

- Santa María de Villalay, citado en 1139 como «Villamlal» y en 1173 como «Villalal», compuesto de villa y Lal, nombre de persona.
- Renedo, citado en 1048 como «et de Raneto».
- Barrio de Santa María'.
- Villatón, citado en 1124 como «Villahato», «Ato, Atune o Fatone» nombre de persona. Valdeperal, quizás sea este el despoblado llamado en el siglo XVIII, San Marcos en Valles de Cerrato.

- Además:

Castellanos, en el término de Cobos de Cerrato. Quintanilla Albilla y  Castrillejo, en el término de Villahán, citado como «Castrielo». San Antonino, hoy sus ruinas son conocidas como La Antolina, Gallegos, en el término de Antigüedad de Cerrato, hoy conocido como Los Casares, Garón, también en Antigüedad, citado en 1119 como «Garson», nombre de persona. Henar, citado en 1086 como «Fenar», campo de heno. Retortillo, citado en 1122, como «Sancta Maria de Retortillo» y Hontoria de Rio Franco, en el término de Torrepadre, citado como «Fontouela», fuente áurea. Villarmiro, significa villa de «Felmiro», nombre de persona, Olmos, en el término de Tabanera de Cerrato, citado en 1170 como «Olmos qui est circa Tauanera». También en Tabanera, Ontanilla, citada como «Fontaniela», diminutivo de fuente, Ornejo, citada en 1068 como «Valle Ornelio», diminutivo de horno, Pozuelo, citado como «Pozuelo aldea fuit de Palençiola». Quintanilla Rovano, citado en 1124, como «Quintaniella Rodanio», Rodanio, nombre de persona, Pinilla de Arlanza, en el término de Peral de Arlanza, citada en 1048 como «Piniella», diminutivo de peña. San Andrés de Vallejera, en el término de Revilla-Vallejera, citado en 1068 como: «Et in Palentia et in alhoz de Palentia monasterium S. Andree de Vallegeras» con el significado de valle yeseras. Villaboyaya, citado en el fuero como «Villavovoya», derivado de villa Abo Yahya, nombre mozárabe. San Salvador del Moral, en el término de Cordovilla, se alzan restos de un monasterio, citado en 1068 como «Sancti Salvatoris del Moral», Villandrando, citado en 1052 como «Villagundrando», Gundrando, nombre de persona, El Moral, también en el término de Cordovilla la Real, citado en 1070 como «Morale». Villacentola, citada en 1039 como «castriello de Centollo...», Centollo es nombre de persona. 
Santa Marina, en el término de Herrera de Valdecañas, solo conocido por la tradición oral. Sequilla, en el término de Cobos de Cerrato, citado en 1048 como «Siquiella», diminutivo de seca, en relación con villa yerma. Tordemoronta, en el término de Santa María del Campo, citado en 1206 como «Turre de Moronta», Moronta es nombre de persona. Valdeparada, en el término de Valles de Palenzuela, citado en el fuero de Palenzuela. Villegero, en el término de Villahán de Palenzuela, citado en 1352 como «Villagero çerca Palençuela», derivado de villa Agero, nombre de persona, también encontramos Villa Echero.
También en el hoy término de Torquemada, se señalan otros toponímicos que pudieran haber estado poblados, estos pagos son: Pesquera de Suso, Mazuela, Sotillo de Yuso y el castillo de Monforte, que se asentaba sobre el paraje denominado El Otero.
De los 41 despoblados citados el 24-I-1475, todavía figuran como poblados 12 lugares:  Villovaya, Valdecañas de Yuso, Castrillejo, Villagera, Ornejo, Sant Çalvador, Villandrando, Incar (Henar), Olmos, Tordemoronta, Hontoria de Rio Francos y Castellanos.
En el censo de 1587, sólo se encuentran tres: Castrillejo, Villegero y Hontoria. En el censo de 1591: Castillejo y Villigero y finalmente en 1785 se reseña como despoblado Villandrando, como granjas Olmos de Cerrato y Hontoria de Riofranco y como coto el Monasterio del Moral.